# Observatoire astronomique de La Sagra
L'observatoire astronomique de La Sagra (en espagnol, Observatorio Astronómico de La Sagra, ou OLS) est un observatoire, avec quatre télescopes robotisés totalement conçus et construits (matériel et logiciel) par les scientifiques de l'Observatoire astronomique de Majorque qui les pilotent à distance par télécontrôle, téléchargeant via Internet les données quotidiennes depuis Murcia, pour les traiter avec des algorithmes sophistiqués conçus «in house» qui ont permis de détecter (367943) Duende,, parmi les autres 1314 astéroïdes numérotés, avec une 13e place dans le classement. Il est situé sur la commune de Puebla de Don Fadrique, dans la province de Grenade en Espagne. Il fut inauguré le 14 juin 2004, à la suite d'un accord de collaboration entre l'Institut d'astrophysique d'Andalousie, l'Observatoire astronomique de Majorque (OAM) et la Sociedad Asturiana de Astronomía (accord de janvier 2012). L'observatoire est géré par l'OAM. Il est consacré à la recherche des petits corps du Système solaire.

## Localisation
Il est situé sur la sierra de La Sagra (es), à 1 520 m d'altitude et à environ 35 km de Puebla de Don Fadrique. Il est distant d'environ 70 km à vol d'oiseau de l'observatoire de Calar Alto, dans la province d'Almería, mais à 135 km de celui-ci par la route, à cause du caractère montagneux de la zone.

## Axes de travail
Il mène des investigations sur les petits corps du Système solaire tels que la :
- recherche d'objets géocroiseurs,
- recherche d'objets transneptuniens,
- recherche d'astéroïdes de la ceinture principale